# Neoponera villosa

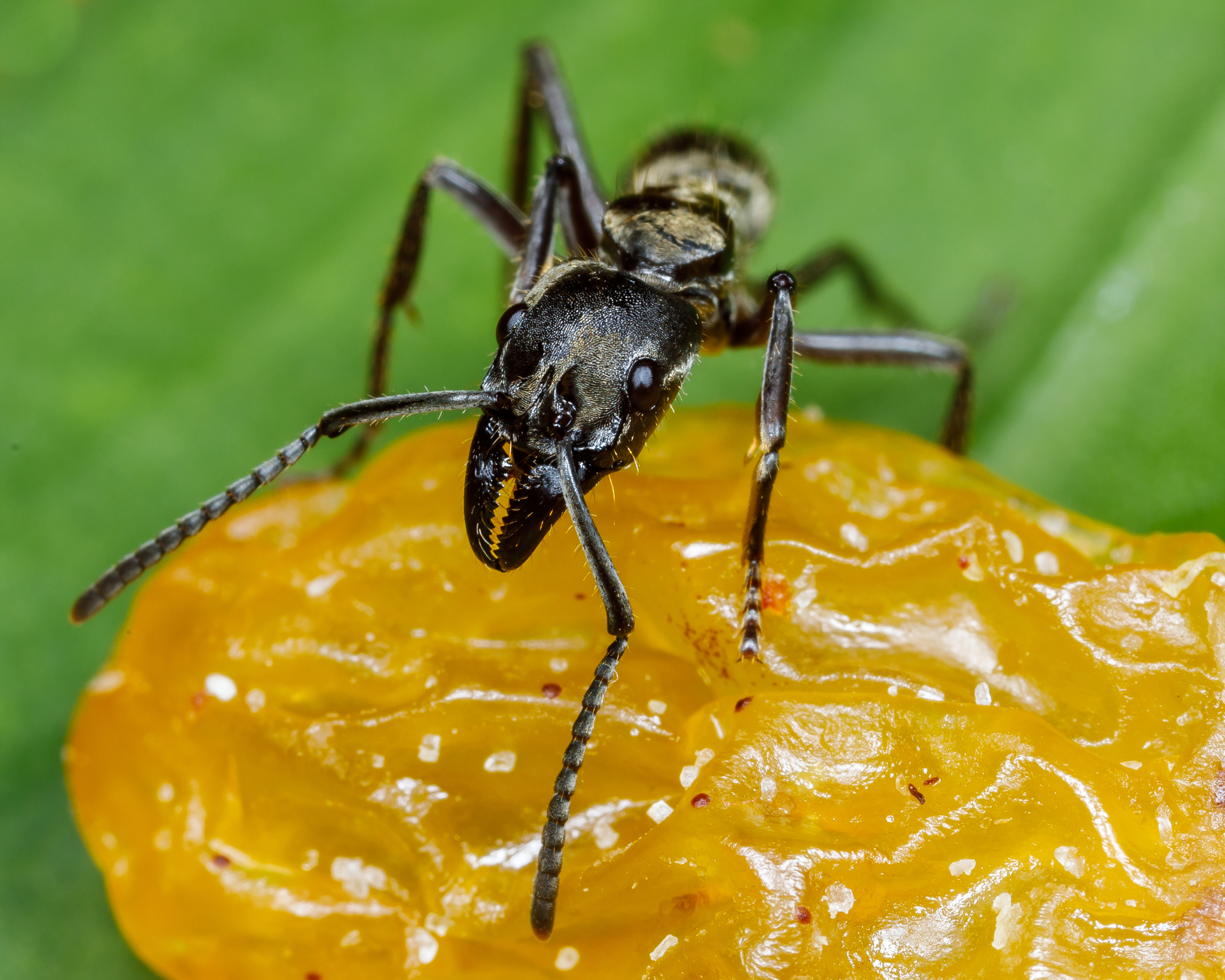
Муравей Neoponera villosa

Neoponera villosa (лат.) — вид примитивных муравьёв рода Neoponera (ранее в составе Pachycondyla) из подсемейства Ponerinae. Крупный хищный муравей, длина рабочих около 1,5 см. Один из самых широко распространённых и обычных понериновых муравьёв Неотропики.

## Распространение
Неотропика: Центральная Америка, Южная Америка (от южных штатов США и Мексики до Парагвая и Аргентины).

## Описание
Крупного размера муравьи (около 15 мм) с большими многозубчатыми жвалами.
Основная окраска чёрная; голени светлее.
Глаза большие выпуклые, расположены в среднебоковой части головы. Жало развито. Стебелёк между грудкой и брюшком одночлениковый, состоит из петиоля. Фуражировка одиночная. Семьи малочисленные (около 500 муравьёв на семью).
Муравьи Neoponera villosa обладают сильным и болезненным жалом. Они являются универсальными хищниками и кормятся в основном в лесном пологе, собирая жидкие углеводные источники пищи. На всем протяжении своего ареала этот вид случайно гнездится в ранее существовавших полостях живых или мёртвых деревьев, полых ветвях или стручках какао, среди других полостей растений. В муравейниках, расположенных в бромелии Aechmea bracteata обнаружена мирмекофильная гусеница бабочки Pseudonymphidia agave (Nymphidiini, Riodinidae).

## Генетика
Диплоидный хромосомный набор (рабочие и самки) n = 17, гаплоидный хромосомный набор 2n = 34 (самцы), формула кариотипа = 12M+22A.

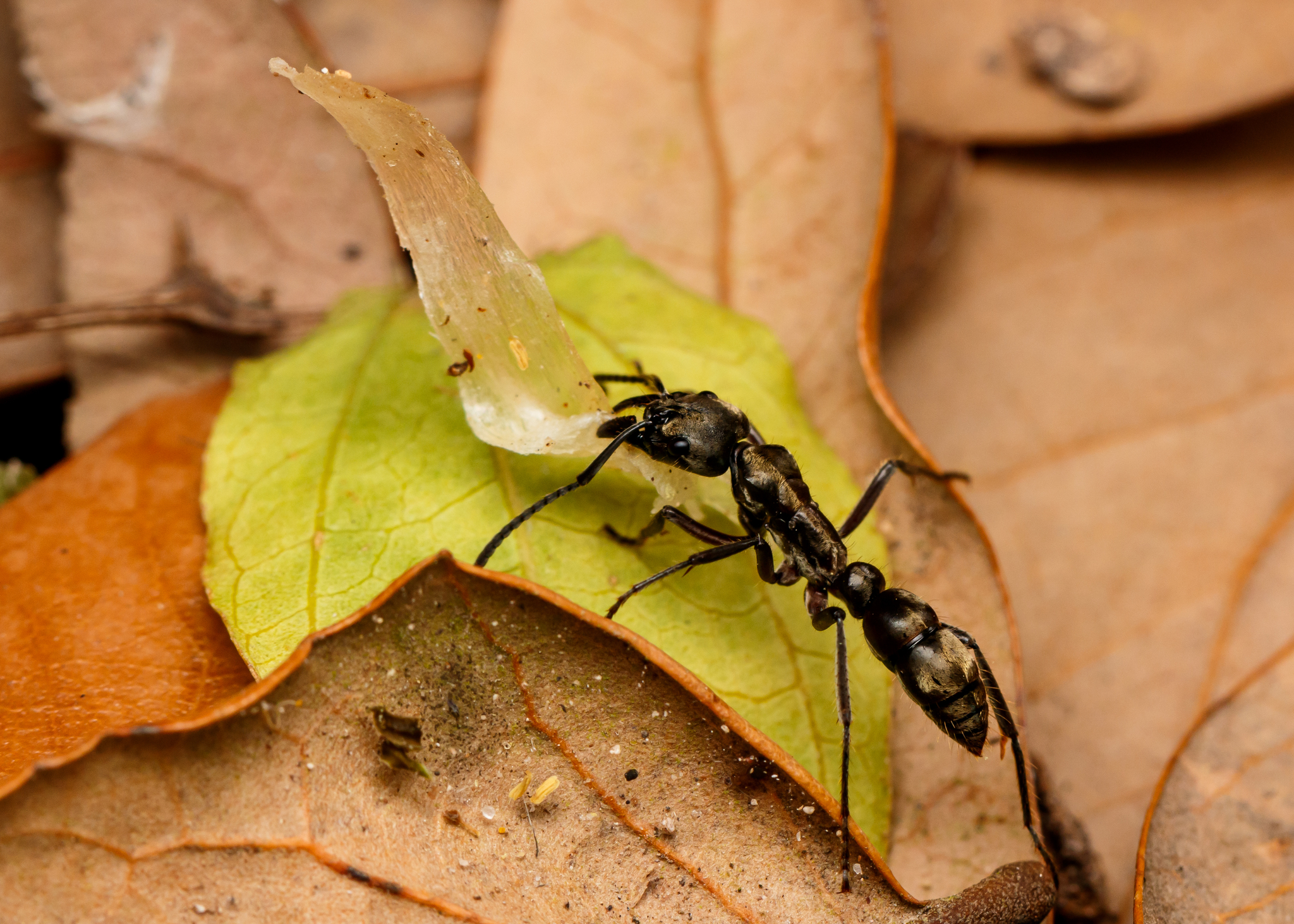

## Систематика
Вид был впервые описан в 1804 году датским энтомологом Иоганном Фабрицием под первоначальным названием Formica villosa Fabricius, 1804 по материалам из Суринама. В дальнейшем его включали в состав родов Ponera, Pachycondyla и Neoponera. В составе рода Pachycondyla был включён в комплекс видов Pachycondyla foetida. В 2014 году в ходе ревизии понерин род Neoponera был восстановлен вместе с переименованием таксона Neoponera villosa. Рабочие N. villosa наиболее сходны с Neoponera holcotyle, Neoponera theresiae и Neoponera foetida.

## Касты

### Рабочие

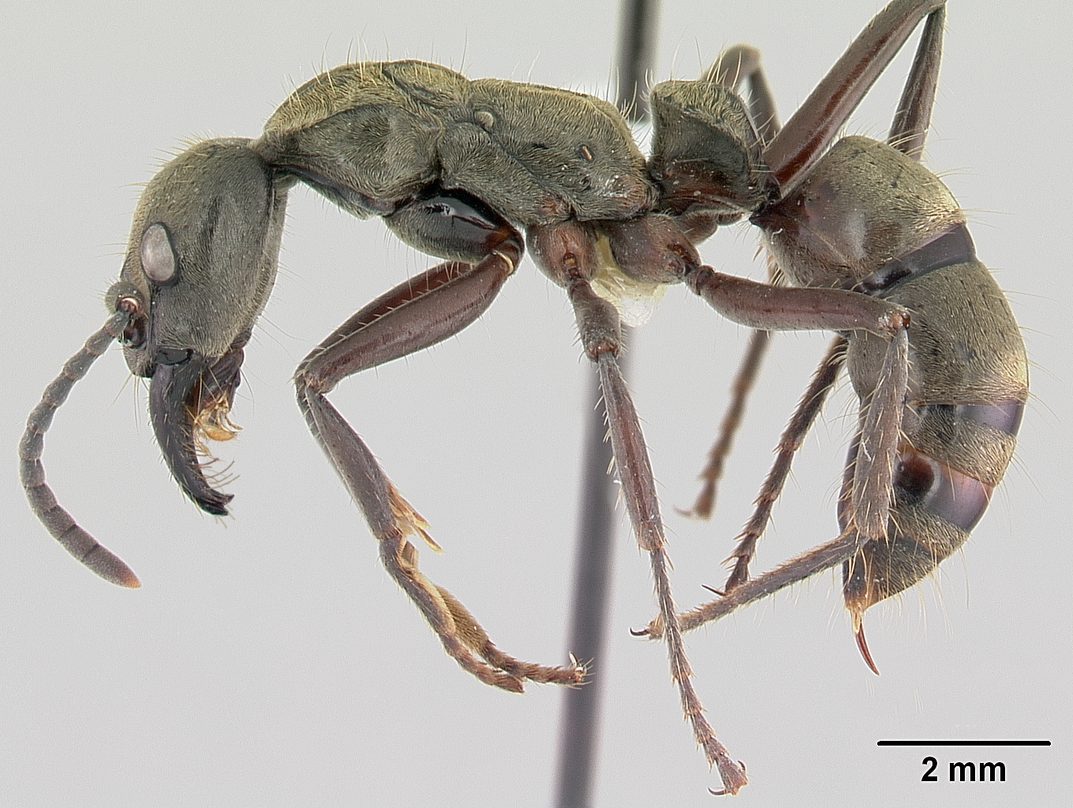
Вид сбоку
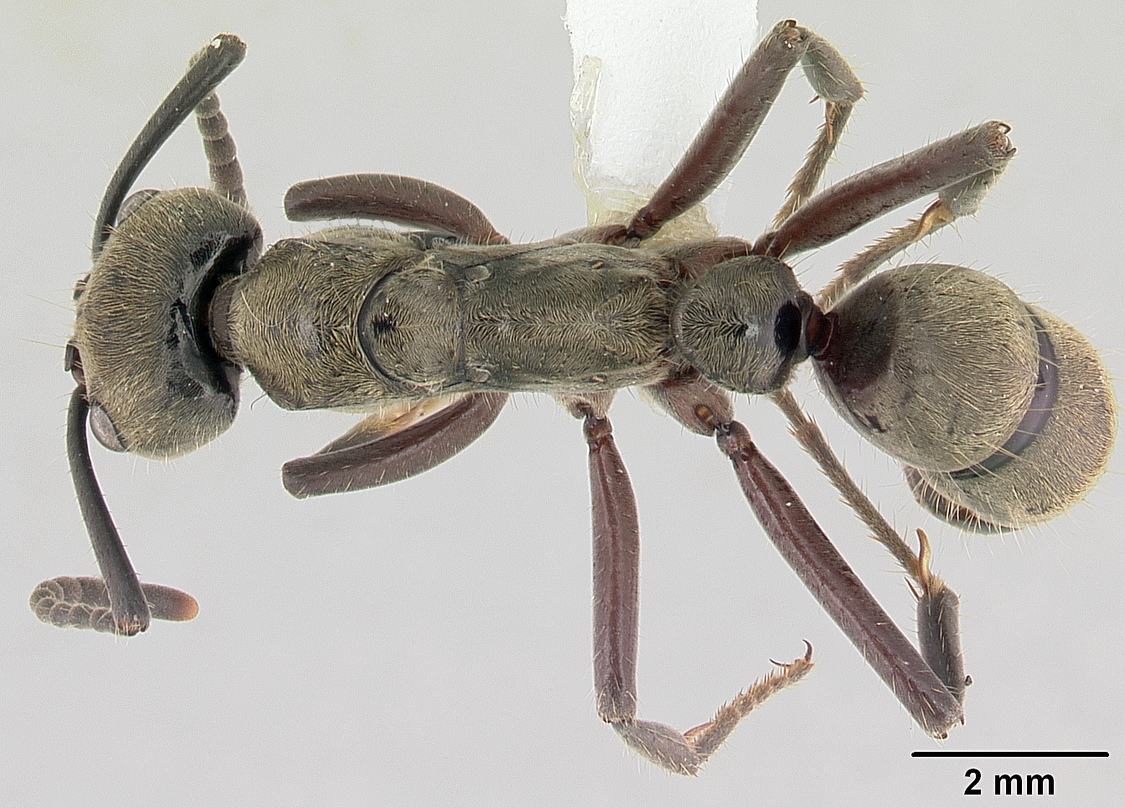
Вид сверху
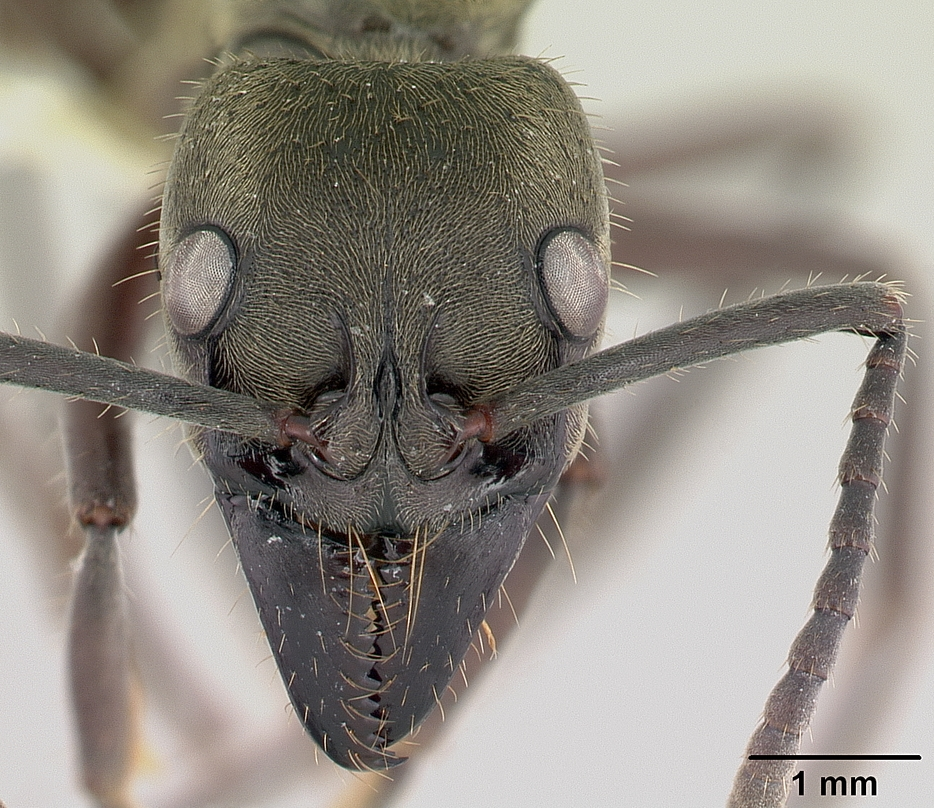
Голова

### Матки

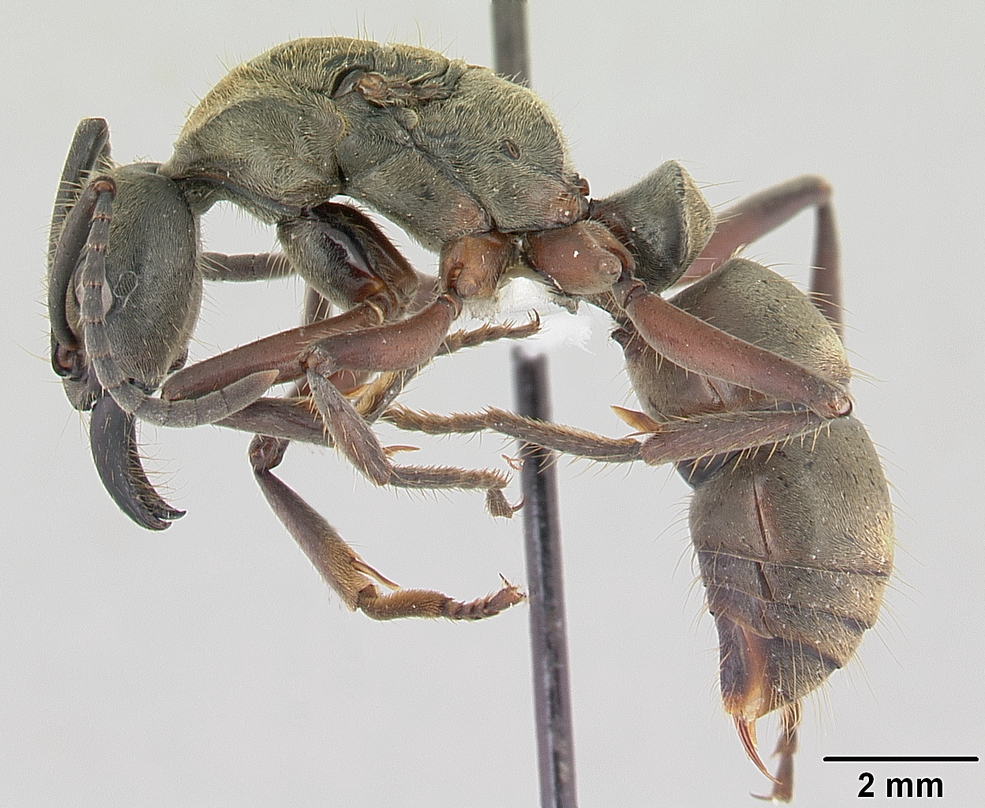
Вид сбоку
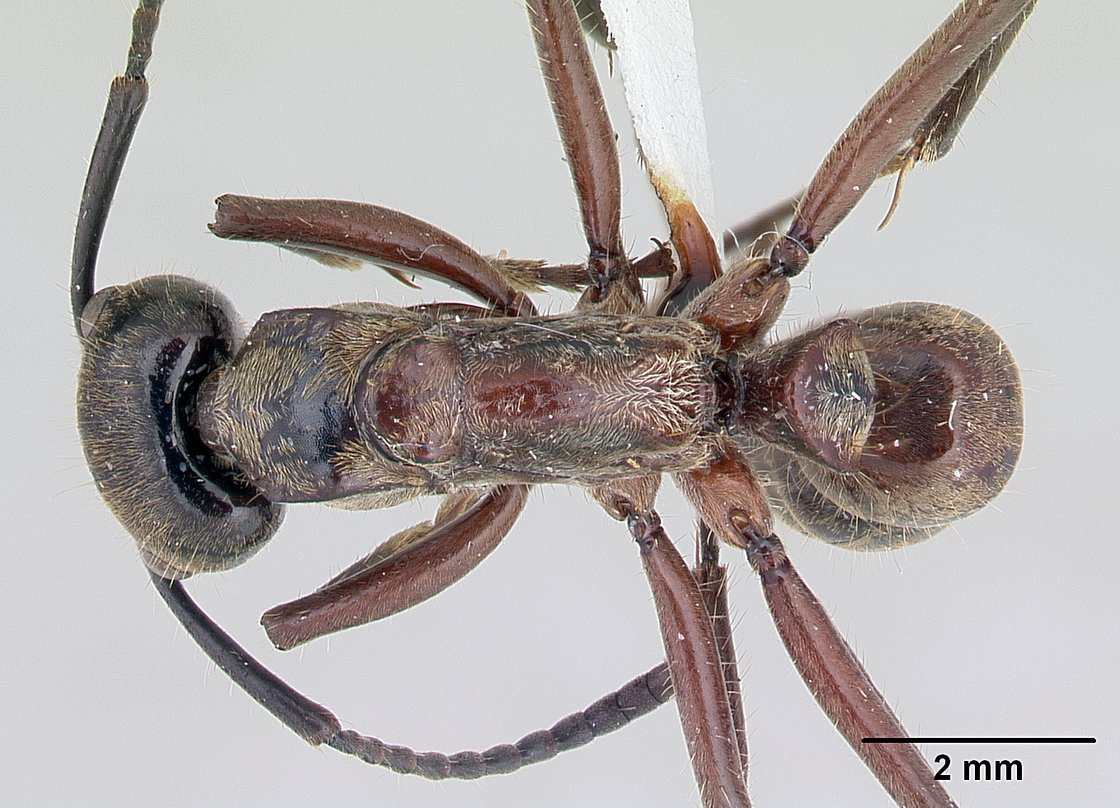
Вид сверху
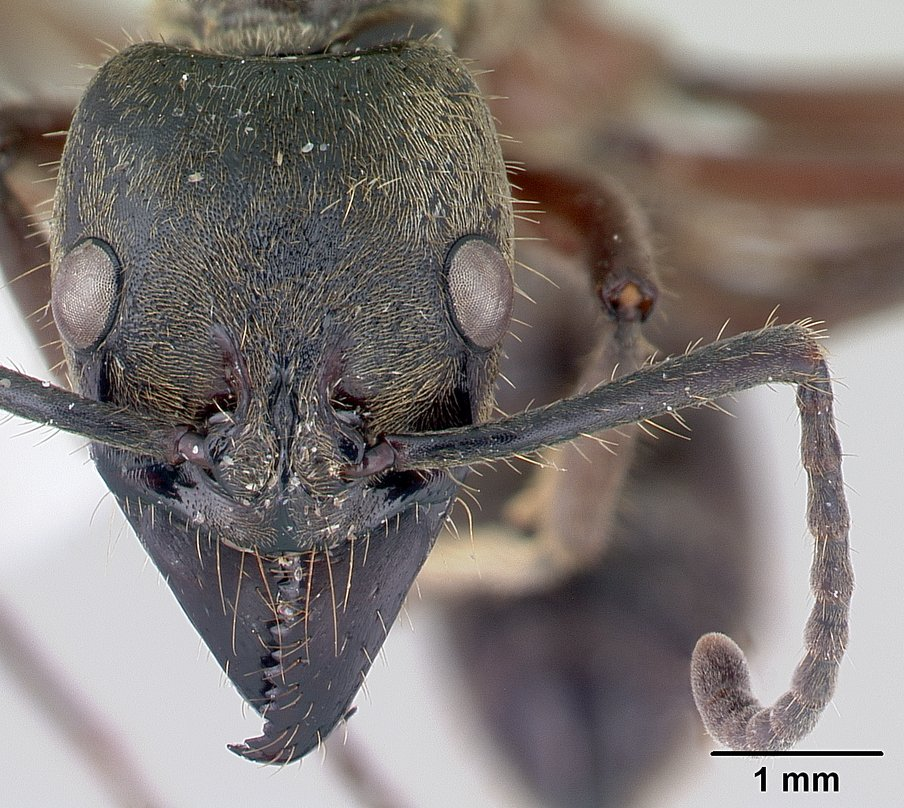
Голова